# Taenit
Taenit – minerał, postać krystaliczna stopu żelaza i niklu, zawierającego od 8% do 55% niklu. Występuje w meteorytach żelaznych i żelazno-kamiennych. Taenit może tworzyć w meteorytach wewnętrzne struktury zwane figurami Widmanstättena. Taenit nazywany jest też „żelazem wstęgowym” (grec. ταινια – taenia, wstęga). W ataksytach występuje jako główny minerał.